# Nasonovia heucherae
Nasonovia heucherae är en insektsart. Nasonovia heucherae ingår i släktet Nasonovia och familjen långrörsbladlöss. Inga underarter finns listade i Catalogue of Life.